# Lucas Beraldo
Lucas Lopes Beraldo (* 24. listopadu 2003) je brazilský profesionální fotbalista, který hraje na pozici středního obránce za francouzský klub Paris Saint-Germain FC.

## Klubová kariéra

### São Paulo
Dne 26. května 2022 Beraldo debutoval v profesionálním dresu São Paula při výhře 1:0 v Copa Sudamericana nad peruánským klubem Ayacucho FC. Dne 24. září 2023 získal s klubem svou první trofej, Copa do Brasil.

### Paris Saint-Germain
Dne 1. ledna 2024 se Beraldo připojil ke klubu Ligue 1 Paris Saint-Germain za údajnou částku 20 milionů eur a podepsal zde smlouvu do června 2028. O dva dny později debutoval jako náhradník při výhře 2:0 nad Toulouse v Trophée des Champions a získal s klubem svou první trofej.

## Reprezentační kariéra
Beraldo je bývalý brazilský mládežnický reprezentant. Byl součástí týmu do 20 let, který v roce 2022 vyhrál turnaj Torneio Internacional Sub-20 do Espírito Santo.

## Osobní život
Lucas je synem bývalého středního obránce Andrého Beralda, který působil v klubech Guarani FC a XV de Piracicaba.

## Statistiky

### Klubové
Platí k zápasu hranému 14. února 2024.
| Klub                | Sezóna            | Liga              | Liga   | Liga | Státní liga | Státní liga | Národní pohár | Národní pohár | Kontinentální | Kontinentální | Ostatní | Ostatní | Celkově | Celkově |
| Klub                | Sezóna            | Soutěž            | Zápasy | Góly | Zápasy      | Góly        | Zápasy        | Góly          | Zápasy        | Góly          | Zápasy  | Góly    | Zápasy  | Góly    |
| ------------------- | ----------------- | ----------------- | ------ | ---- | ----------- | ----------- | ------------- | ------------- | ------------- | ------------- | ------- | ------- | ------- | ------- |
| São Paulo           | 2022              | Série A           | 3      | 0    | 0           | 0           | 0             | 0             | 1             | 0             | —       | —       | 4       | 0       |
| São Paulo           | 2023              | Série A           | 24     | 1    | 9           | 0           | 8             | 0             | 7             | 0             | —       | —       | 48      | 1       |
| São Paulo           | Celkově           | Celkově           | 27     | 1    | 9           | 0           | 8             | 0             | 8             | 0             | —       | —       | 52      | 1       |
| Paris Saint-Germain | 2023/24           | Ligue 1           | 3      | 0    | —           | —           | 3             | 0             | 1             | 0             | 1       | 0       | 8       | 0       |
| Celkově v kariéře   | Celkově v kariéře | Celkově v kariéře | 30     | 1    | 9           | 0           | 11            | 0             | 9             | 0             | 1       | 0       | 60      | 1       |

## Úspěchy
São Paulo
- Copa do Brasil: 2023

Paris Saint-Germain
- Trophée des Champions: 2023

Brazílie U20
- Torneio Internacional Sub-20 do Espírito Santo: 2022